# کلیسای اودزون
کلیسای اودزون (به ارمنی: Օձունի եկեղեցի) یک بازیلیکای ارمنی است که حدوداً در قرون ۵ تا ۷ میلادی در روستای اودزون واقع در استان لوری در کشور ارمنستان ساخته شده است.
کلیسای اودزون ابتدا در قرن ۶ میلادی ساخته و در قرن ۸ میلادی توسط هوانس سوم اودزونی بازسازی شد. این بنا با فلزیت صورتی ساخته شده و دارای سه شبستان است. تزئینات برجسته‌ای همچون نقوش عیسی و فرشتگان در نماهای شرقی و جنوبی دارد. گورستان اطراف کلیسا شامل سنگ‌قبرهای بازالتی است و در قرن ۱۹ و سال‌های ۲۰۱۲ تا ۲۰۱۴ بازسازی شده است.

## تاریخچه

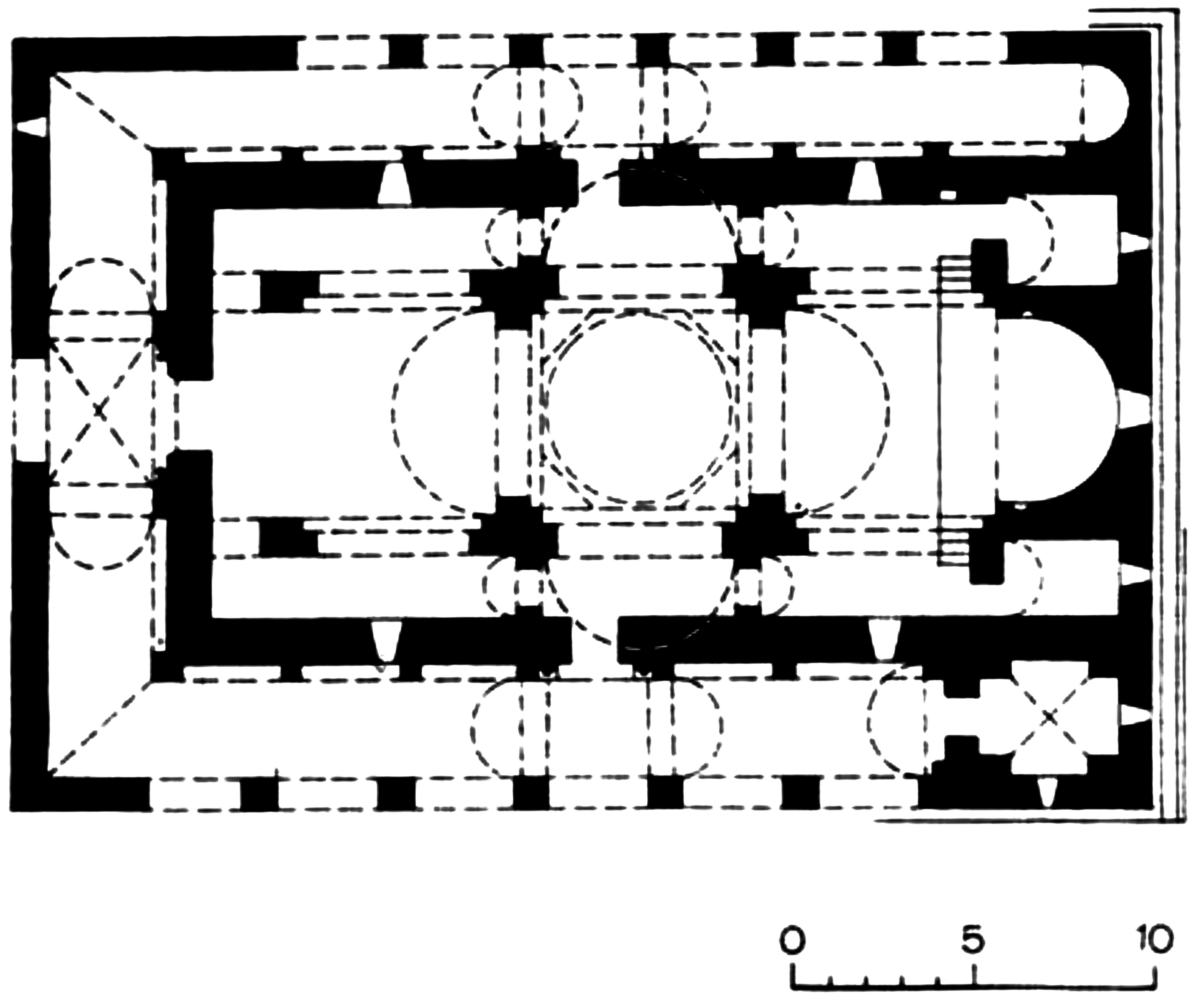
طرح کلیسای اودزون

پیش از کلیسای فعلی، اولین کلیسا در این محل در قرن ۶ میلادی ساخته شد و در قرن ۸ میلادی توسط هوانس سوم اودزونی (Հովհաննես Գ Օձնեցի) بازسازی شد. او بین سال‌های ۷۱۷ تا ۷۲۸ به عنوان جاثلیق خدمت می‌کرد و همان‌طور که از نامش پیداست، اهل اودزون بود. در این دوره، کلیسا به شکل کنونی خود یعنی یک بازیلیکا از فلزیت صورتی با سه شبستان تبدیل شد، در حالی که دو شبستان جانبی باریک‌تر هستند. در سمت شمالی (که دیگر باقی نمانده) و جنوبی، رواق‌های قوسی غیرمعمولی وجود داشتند و رواق غربی دارای دیواری کور با ورودی قوسی در وسط بود.
بام کلیسا طاق آهنگ است. چهار ستون، طاق نواری پایهٔ گنبد را نگه می‌دارند و دو ستون دیگر در قسمت غربی کلیسا قرار دارند. در نمای شرقی، بالای پنجرهٔ مرکزی، عیسی به همراه انجیل یوحنای قدیس و دو فرشته در زیر آن حکاکی شده است. در نمای جنوبی، در هر طرف پنجرهٔ مرکزی، دو فرشته و آثار تصویری دیگر، احتمالاً مسیح، دیده می‌شوند. بعدها، در قرن ۱۹ میلادی، دو برج ناقوس کوچک به آن اضافه شد. کلیسا بین سال‌های ۲۰۱۲ تا ۲۰۱۴ بازسازی شد.

## معماری
کلیسا از فلزیت قهوه‌ای روشن محلی ساخته شده است که در زیر تابش خورشید با سایه‌های مختلف می‌درخشد. این بنای یادبود با تناسبات هماهنگ و تزئینات حجاری خود از دیگر کلیساهای مشابه متمایز است. کلیسا دارای پلان مستطیلی است و علاوه بر شبستان، تالار خارجی را نیز شامل می‌شود که از سه طرف کلیسا را احاطه کرده و دارای رواق باز است. بر روی نمای کلیسا و قاب پنجره‌ها، نقوش برجسته‌ای وجود دارد. به‌ویژه تصویر فرشته در سمت راست یکی از پنجره‌ها بسیار جالب توجه است. فرشته اودزون در حالتی پیچیده به تصویر کشیده شده است؛ به‌گونه‌ای که به نظر می‌رسد با دستانش به قاب پنجره تکیه داده است.
در کنار صومعه، یک بنای یادبود از قرن‌های ۵-۶ میلادی قرار دارد که شامل یک طاق دوبل بر روی پله‌هاست. در طاقچه‌های این بنا ستون‌هایی با نقش برجسته‌های تزئینی قرار دارند.

## گورستان
یک گورستان در اطراف کلیسا قرار دارد و شامل سنگ‌قبرهای بزرگ بازالتی و چلیپاسنگ‌هایی از قرون ۱۳ تا ۲۰ میلادی است. در دوران اتحاد جماهیر شوروی، کارهای مرمت و سامان‌دهی این یادمان در سال‌های ۱۹۳۸، ۱۹۴۹-۱۹۵۰، ۱۹۷۷ انجام شده بود و در سال ۲۰۱۳ نیز مرمت این گورستان انجام شد.